# Karolina Głowacka

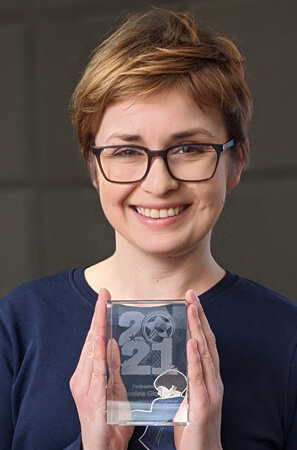
Karolina Głowacka podczas wręczenia nagrody Podkaster 2021 roku

Karolina Głowacka (ur. 13 września 1988) – polska dziennikarka specjalizująca się w tematyce naukowej i technologicznej. Twórczyni podkastu Radio Naukowe, współautorka książek popularnonaukowych.

## Życiorys
Dziennikarstwem zajęła się w 2008 roku w Radiu TOK FM, gdzie przez kilka lat prowadziła m.in. Radiową Akademię Nauk, a także weekendowe Poranki Radia TOK FM, w których zajmowała się głównie tematami społecznymi. W lutym 2024 roku poinformowała o odejściu z rozgłośni. Teksty popularnonaukowe publikowała między innymi w „Focusie”.
Dla telewizji TVN Style prowadziła program Cała prawda. Odpowiadała w nim m.in. na pytania, jakie produkty kupować, w jakie teorie naukowe wierzyć i jak w natłoku informacji w internecie zachować zdrowy rozsądek. Starała się też obalać mity dotyczące porad jak powinniśmy żyć, jeść czy spać.
Jest członkinią Komitetu Etyki w Nauce Polskiej Akademii Nauk.

## Publikacje
- 2017: Czy Wielki Wybuch był głośny?[7] – wspólnie z prof. Jean-Pierre’em Lasotą[8];
- 2019: W czym grzyby są lepsze od ciebie – wspólnie z dr hab. Martą Wrzosek[9];
- 2020: Kłopoty z Eureką. o co kłócą się fizycy[10] – wspólnie z prof. Jean-Pierre’em Lasotą[11]

## Wyróżnienia i nagrody
- Wyróżnienie w konkursie Popularyzator Nauki (2016 r.) organizowanym przez Ministerstwo Nauki i Szkolnictwa Wyższego oraz serwis PAP Nauka w Polsce[12];
- Złota Róża Festiwalu Nauki w Warszawie dla najlepszej książki popularnonaukowej wraz z prof. Jean-Pierre’em Lasotą za książkę Czy Wielki Wybuch był głośny? (2017 r.)[13].
- Nagroda „Podkaster 2021 roku” Za promocję i przybliżanie świata nauki słuchaczom. Różnorodność tematów, entuzjazm, zapał oraz dociekliwość i prowadzenie rozmów przystępnym językiem, w mądry sposób[14].